# Памуккале
Памуккале́ (тур. Pamukkale, в переводе «хлопковый замок») — термальные источники в провинции Денизли на юго-западе Турции. Благодаря насыщению вод кальцием, источники за столетия сформировали каскад террасных ванн, украшенных белоснежными кальцитовыми сталактитами.
Источники вместе с руинами Иераполя включены в список природного и культурного наследия ЮНЕСКО «Древний город Иераполис и источники Памуккале». Расположены в долине реки Чюрюксу.

## Травертины
Хотя в окрестности находится 17 источников с термальной водой температурой от 35 до 100 °C, белые травертины в Памуккале формируются из воды всего одного источника с расходом 466,21 литра в секунду, температурой 35,6 °C. Вода по регулируемому руслу вытекает на склон и спускается по нему с высоты 60-70 метров, постепенно осаждая карбонат кальция в виде мягкой субстанции. Для создания твёрдой породы необходимо не мешать её формированию, поэтому доступ посетителей на некоторые части горы закрыт.

## История
У источников в конце II века до н. э. царями из династии Атталидов был основан город Иераполь. Комплекс строений включал в себя бани, храмы, амфитеатр и другие постройки.
В VII веке в результате землетрясения образовалась впадина, которую заполнили родниковые воды. Современное название — античный бассейн Иераполиса (тур. Hierapolis Antik Havuz). Минеральная вода бассейна полезна при болезнях сердца, атеросклерозе, гипертонии, рахите и т. д. Для посещения бассейна требуется приобрести отдельный билет.
В современной Турции древний город Иераполь и травертины Памуккале являются частями археологического комплекса Иераполиса (тур. Pamukkale (Hierapolis) Örenyeri), доступ в который осуществляется по единому платному билету.
В 1988 году на 12 сессии ЮНЕСКО, Памуккале, Иераполь и прилегающая территория общей площадью в 1077 гектар была включена в список природного и культурного наследия «Древний город Иераполис и источники Памуккале».

## Памуккале в культуре
В Памуккале Андрей Кончаловский снимал Огигию для телефильма «Одиссея» (1997), также в Памуккале снимался фильм «Призрачный гонщик 2» (2012).

## Галерея

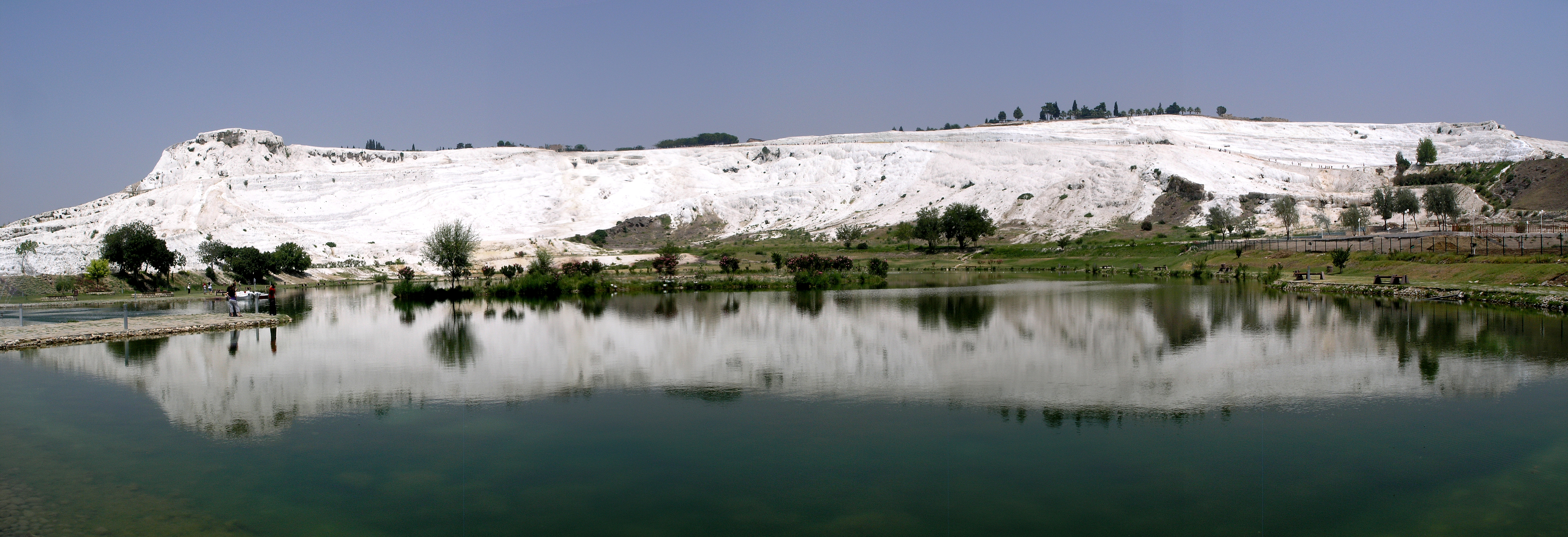
Панорама озера и горы в Памуккале

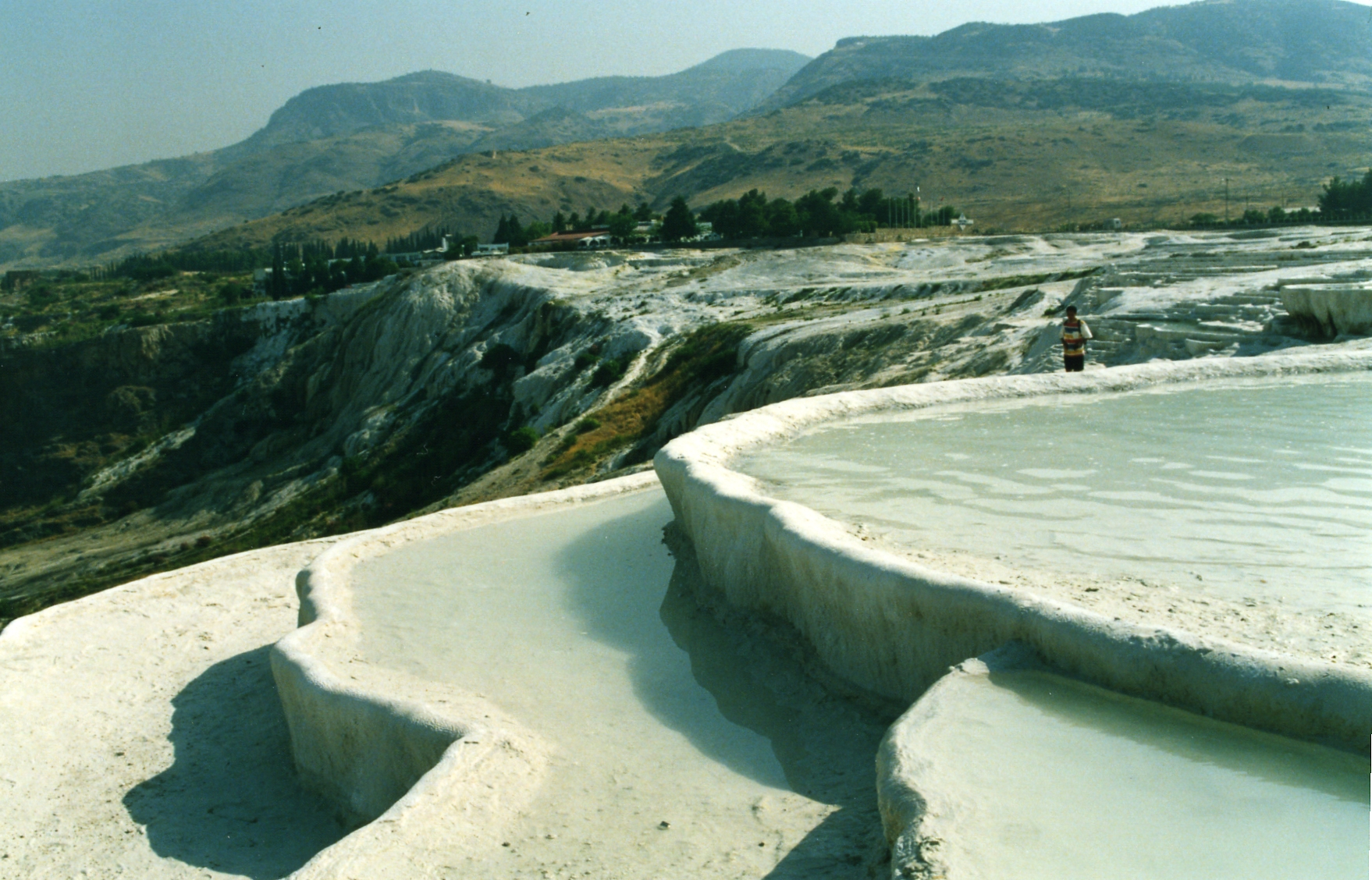
Террасы
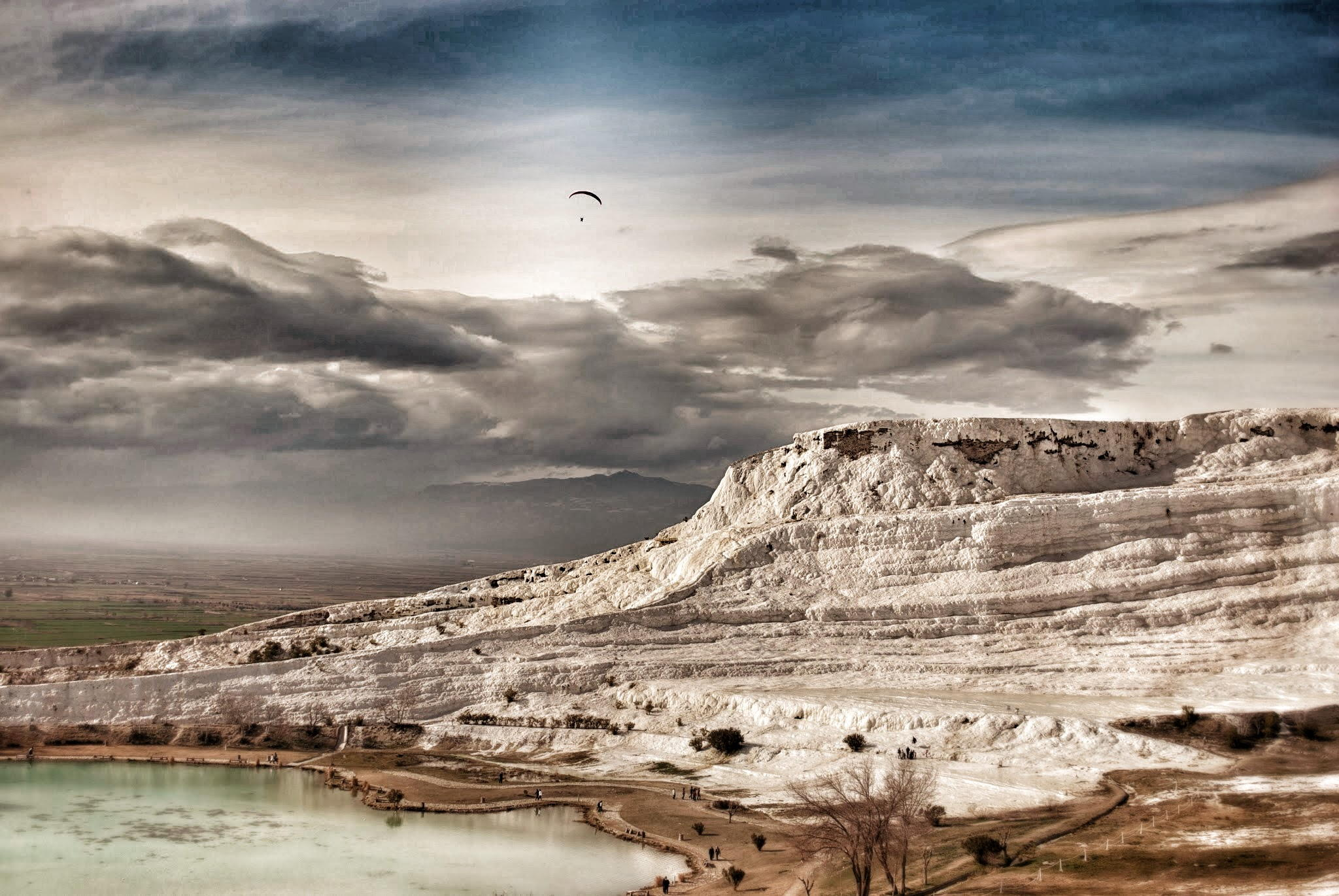
Озеро и гора
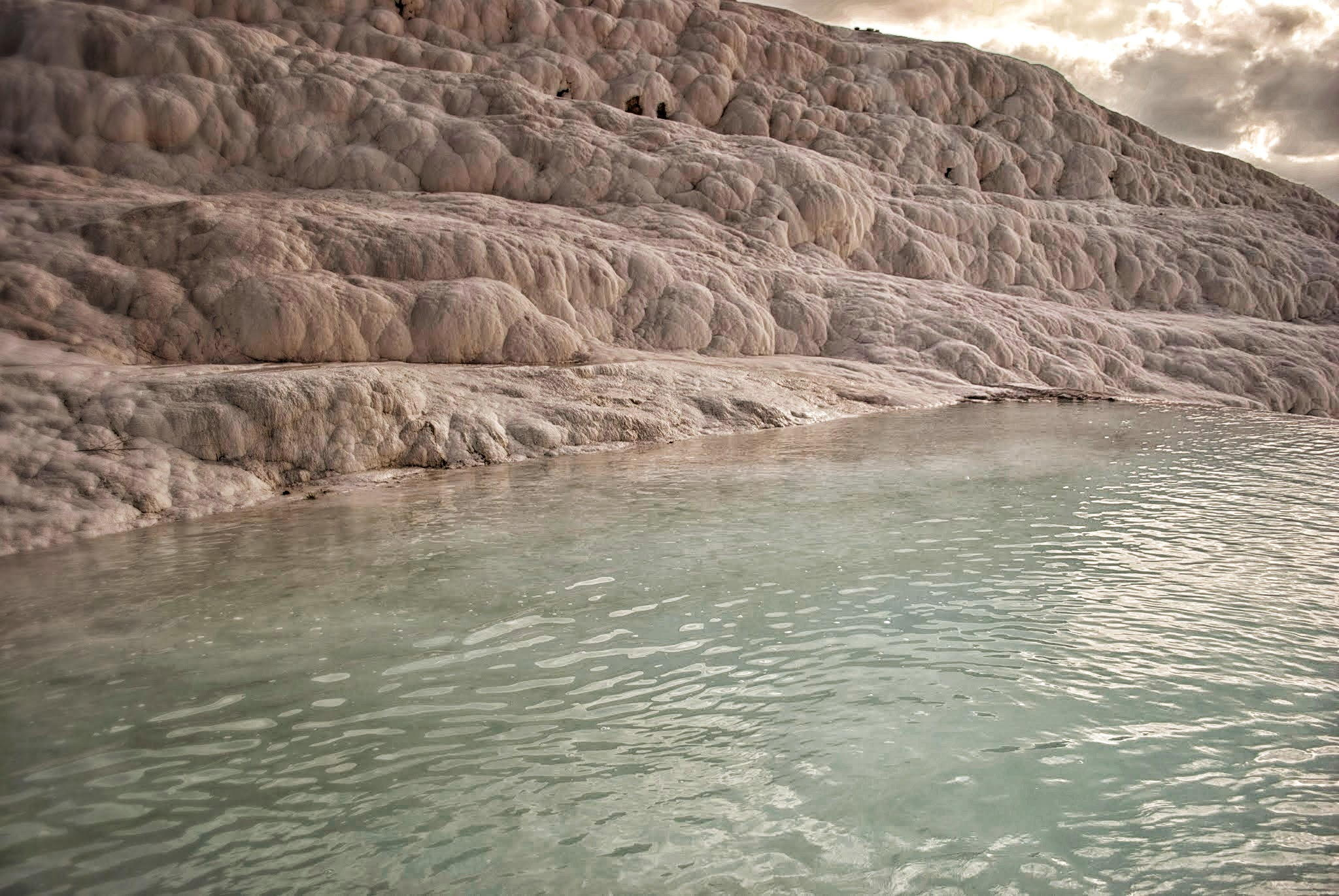
Один из водоёмов
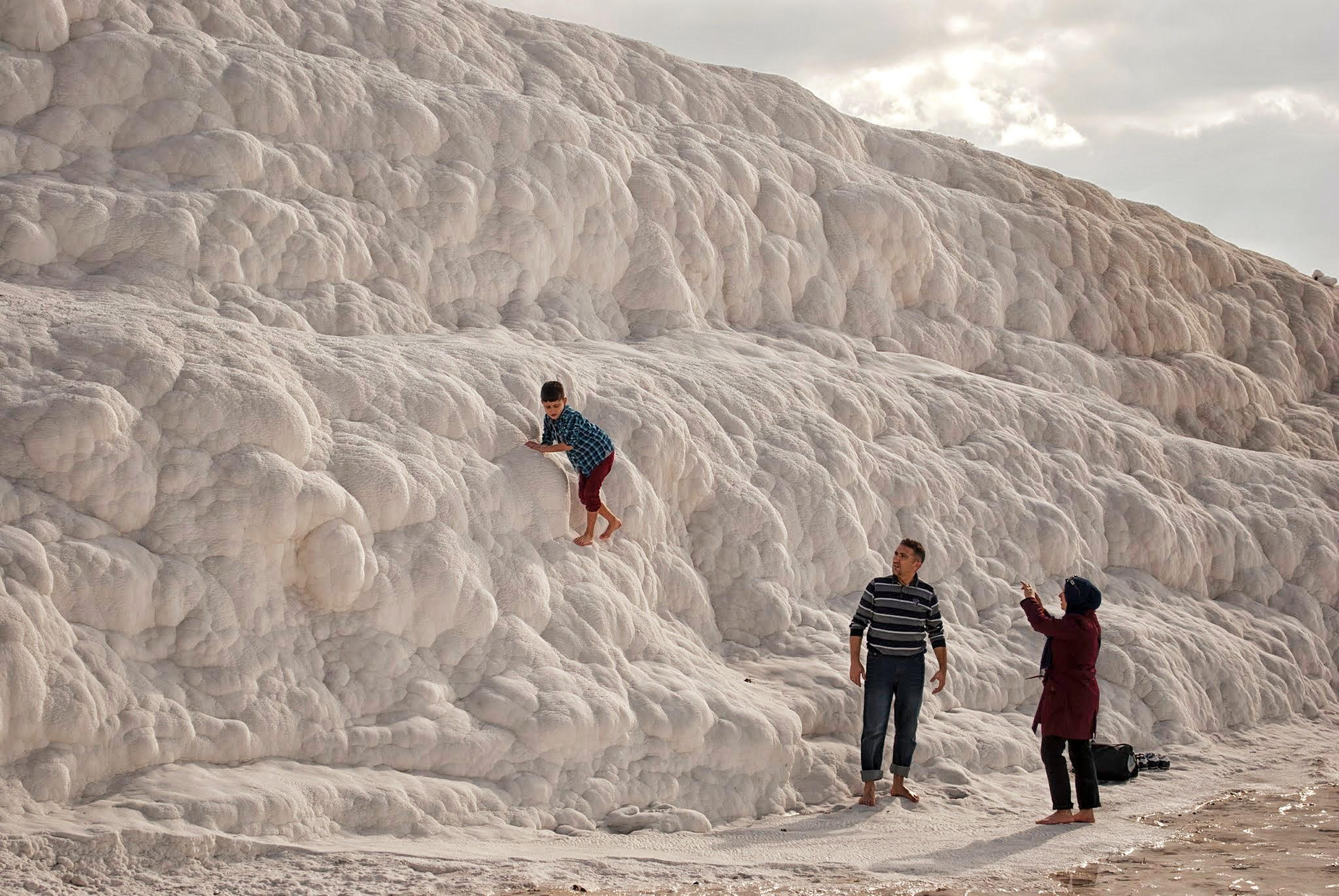
Вертикальные отложения